# Universo di Artemis Fowl
L'universo di Artemis Fowl è l'insieme delle ambientazioni presenti nella serie di romanzi di genere fantasy di Artemis Fowl.

## Ambientazioni
Cantuccio (Haven City) è la capitale del mondo sotterraneo. La popolazione di Cantuccio conta più o meno 10 000 abitanti, tra fate, elfi, folletti, goblin, spiritelli, centauri e nani. Poco più di una città di piccole dimensioni per gli standard umani ma una vera megalopoli per gli elfi. È la città più grande di tutto il mondo sotterraneo. La seconda più grande è Atlantide. Cantuccio ospita alcuni edifici importanti come la centrale operativa della LEP, Libera Eroica Polizia, e uno dei navettiporti più importanti del sottosuolo. 
Il piatto preferito del popolo fantastico è il curry al topo. Il più grande produttore è l'industria di Chartez. Cantuccio è sotto la vigilanza della LEP, che ha telecamere e agenti dappertutto. Sono comuni comunque importi ed esporti illegali di pesce, furti e rapine da nani come Bombarda Sterro. L'organo politico più importante di tutto Cantuccio è il Consiglio, capitanato da Chartez. Il più grande produttore tecnologico e inventore è Polledro, della LEP. La più grande industria, ormai chiusa, sono le industrie Koboi, dirette da Opal Koboi.

## Lingue

### Gnomico
Non è una lingua usata attualmente ed ogni lettera è scritta attraverso un simbolo come per i geroglifici egizi: nel primo libro viene accennato il fatto che uno dei simboli è molto simile al simbolo egiziano corrispondente ad Anubi. Sempre nel primo libro vi è un testo scritto in questa lingua nella parte inferiore di ogni pagina e lo stesso avviene nel quarto libro. All'inizio di ogni capitolo di ogni libro c'è la trascrizione in Gnomico del titolo (scritta in alto a sinistra). Lo Gnomico si scrive a spirale, anche se nella lingua moderna si utilizza la normale scrittura in linee orizzontali. D'Arvit è una maledizione usata spesso dagli abitanti del Piccolo Popolo per sostituire imprecazioni molto forti. Nei libri è detta spesso dal comandante Julius Tubero, che è il capo di Spinella Tappo. È usata anche dalla stessa Tappo e da altri membri della LEP.

### Centuriano
Tale linguaggio viene menzionato nel libro Artemis Fowl - L'incidente artico; è probabilmente la forma più antica di scrittura e risale a più di 10 000 anni fa. Nel libro inizialmente viene detto che essa è conosciuta da circa 6 centauri e che solo Polledro può decifrare la variante usata dal suo computer. In realtà Opal Koboi è riuscita, spiando Polledro, a risalire al codice segreto. Il Centuriano presenta molte lettere simili a quelle del nostro alfabeto (ad esempio la "I", la "U", la "S", la "Y" e la "F"). Alcune lettere sono leggermente dissimili e possono non essere riconosciute subito (come la "G" e la "B"), mentre poche sono totalmente differenti dalle nostre (la "Z"=_, la "H"=|'...). L'alfabeto dei centauri non presenta la "T", che viene sostituita da spazi vuoti, ed ogni parola (per non creare confusione) è staccata da quella successiva tramite un simbolo che non può essere tradotto con nessuna lettera (e che corrisponde al nostro spazio). Inoltre tale linguaggio non ha segni di punteggiatura tranne il punto ed è scritto interamente con lettere maiuscole.

### Codice Eternity
Tale linguaggio viene menzionato nel libro Artemis Fowl: Il Codice Eternity; è stato inventato da Artemis Fowl II per proteggere il Cubo. È quasi impossibile da decifrare. Nel terzo libro della saga di Artemis Fowl riesce a fermare Jon Spiro visto che non è riuscito a decifrarlo scongiurando così la possibilità che scopra il Popolo. Il Codice Eternity è difficile da decifrare, perché si basa su delle barre messe sopra e sotto una linea immaginaria. Nei libri di Artemis Fowl, per poterlo decifrare bisogna partire dagli indizi lasciati da Eoin, come la dedica alla Famiglia Power, la scritta sulla copertina e il lato del libro con copertina dura, dove è scritto "Eoin Colfer - Artemis Fowl" in codice Eternity. Inoltre tale linguaggio non ha segni di punteggiatura tranne il punto ed è scritto interamente con lettere maiuscole.

## Oggetti
Il Libro è per il Piccolo Popolo una sorta di Bibbia, alla quale essi si attengono in tutto e per tutto. Chi non rispetta le regole del Libro perde i propri magici poteri: ad esempio Bombarda Sterro è entrato nelle case dei Fangosi senza il loro permesso e perciò ha perso la magia ed è diventato un criminale rubando nelle case altrui. Ogni creatura magica possiede il Libro, come se fosse una reliquia. Il Libro è scritto in Gnomico: l'unico umano capace di tradurlo è stato Artemis Fowl nel primo libro. Toccare il Libro di un membro del popolo senza il suo permesso lo brucerebbe. Artemis Fowl è riuscito infatti a procurarsene una copia barattando il libro con energia magica e una medicina contro l'alcol.

## Terminologia
Fangoso indica gli esseri umani per le creature magiche come elfi, goblin e troll; viene utilizzato anche Fangosetto in tono dispregiativo e per indicare i bambini o i ragazzi, in particolare viene usato da Spinella Tappo, per indicare Artemis Fowl II. Il nome fangoso ha origine quando gli uomini "vivevano nel fango", cioè non erano ancora civilizzati (e quindi non esistevano strade asfaltate, pavimenti...); nello stesso periodo le creature magiche avevano già sviluppato una tecnologia piuttosto avanzata (un folletto, per fare un esempio, vive molto di più di un normale essere umano).